# Juan Carlos Jobet
Juan Carlos Jobet Eluchans (Santiago, 14 de octubre de 1975) es un ingeniero comercial y político chileno. Se desempeñó como ministro de Energía desde junio de 2019, y como ministro de Minería desde diciembre de 2020, asumiendo simultáneamente ambos cargos como biministro de Estado de su país hasta marzo de 2022, bajo el segundo gobierno del presidente Sebastián Piñera. Entre julio de 2013 y marzo de 2014 ejerció como ministro del Trabajo y Previsión Social, durante el primer gobierno de Piñera. Actualmente, es el Decano de la Escuela De Negocios de la Universidad Adolfo Ibáñez

## Biografía

### Familia y estudios
Es hijo de Juan Carlos Jobet Sotomayor y de la periodista Celia Eluchans. Además es sobrino de Edmundo Eluchans Urenda, quien fuera diputado de la República —en representación de la región de Valparaíso— durante dos periodos consecutivos, desde 2006 hasta 2014.
Estudió ingeniería comercial en la Pontificia Universidad Católica (PUC). Tiene un máster en administración de empresas y en administración pública por la Universidad de Harvard.
En 2004 contrajo matrimonio con la historiadora Luz María Díaz de Valdés Herrera, hija del abogado y expresidente del club Universidad Católica Manuel Díaz de Valdés, con quien tiene dos hijas.

### Vida laboral
Entre 2000 y 2010 trabajó en la empresa Asset. Fue presidente del directorio de AFP Capital entre mayo de 2017 y enero de 2019, cuando pasó a ser el gerente general del Fondo de Infraestructura. Tras finalizar su periodo como biministro de Estado en marzo de 2022, asumió como decano de la Escuela de Negocios de la Universidad Adolfo Ibáñez, en abril de ese mismo año.

## Carrera política

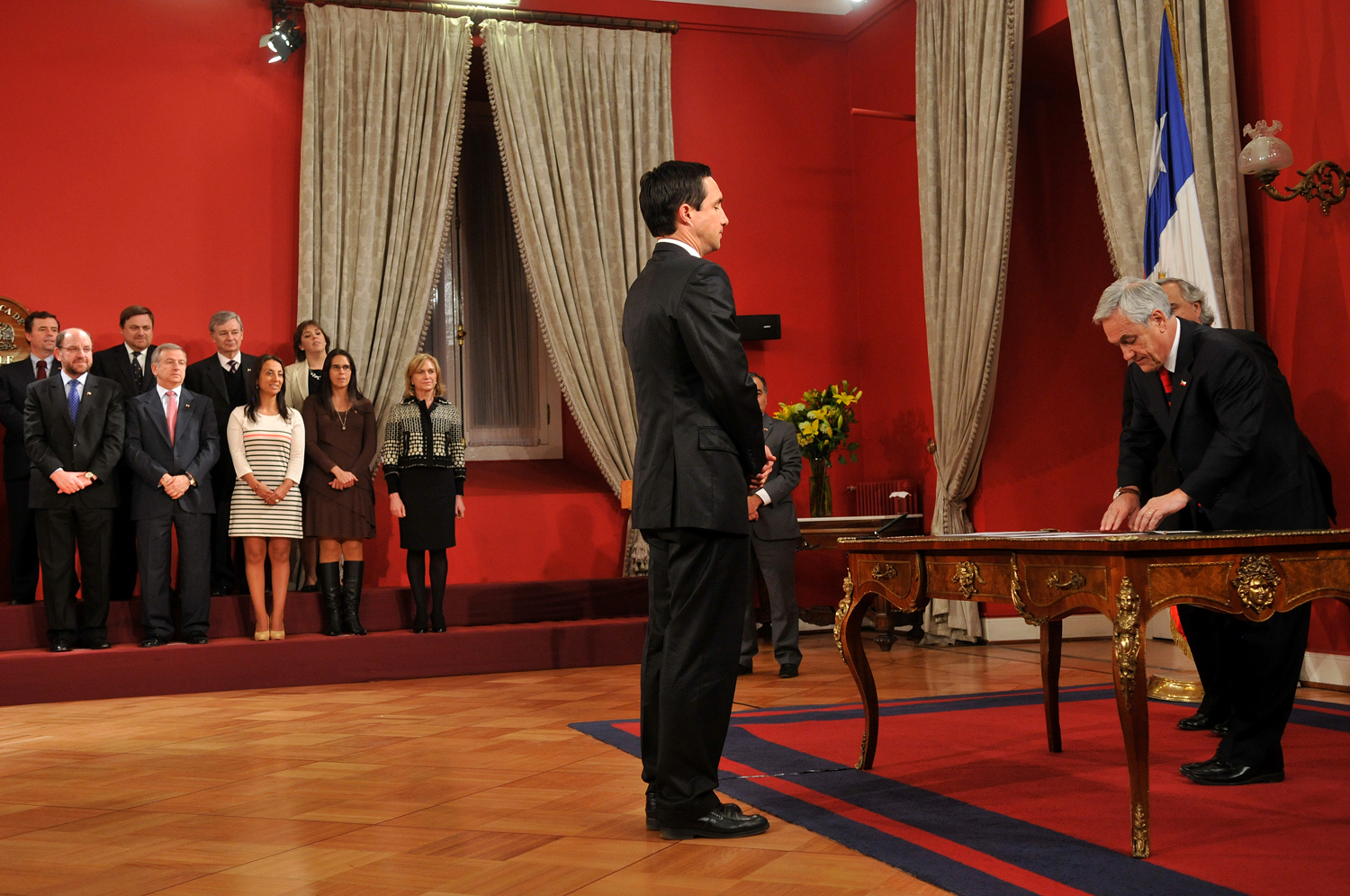
Jobet asumiendo como ministro del Trabajo en 2013.

Ingresó en política con su incorporación a la organización Independientes en Red, creada por Cristina Bitar. Luego fue fundador, junto a Felipe Kast, del think tank Horizontal. Posteriormente en 2010 se inscribió como militante de Renovación Nacional (RN), partido al que renunció en 2018.
Al comenzar el primer gobierno del presidente Sebastián Piñera asumió como jefe de gabinete del entonces ministro del Interior Rodrigo Hinzpeter. El 29 de julio de 2011 fue nombrado subsecretario de Vivienda, cargo que mantuvo hasta el 12 de noviembre de 2012. El 24 de julio de 2013 asumió como ministro del Trabajo y Previsión Social de Chile, tras la renuncia de Evelyn Matthei, cargo que mantuvo hasta el fin de la administración de Piñera.
El 13 de junio de 2019 fue nombrado ministro de Energía del segundo gobierno de Sebastián Piñera, en reemplazo de Susana Jiménez. El 18 de diciembre de 2020 fue también nombrado ministro de Minería por Piñera, en reemplazo de Baldo Prokurica quien asumió esa misma fecha como ministro de Defensa Nacional. De este modo, Jobet es el primer biministro de Estado desde Laurence Golborne.